# Forss Water
Forss Water is een rivier in de Schotse Hooglanden. Ze stroomt vanaf het noordelijke punt van Loch Shurrery (op 58°29'25" N, 3°38'51"W), in vogelvlucht ongeveer 13 km noordwaarts waar ze in de baai van Crosskirk uitmondt in de Atlantische Oceaan. De monding (op 58°36'23" N en 3°40'25"W) ligt ongeveer 8 km westelijk van Thurso.